# Seven de Rapa Nui
El Seven de Rapa Nui es un torneo anual masculino internacional de rugby 7 que se disputa en Chile desde 2016.
El torneo tiene lugar en la Isla de Pascua, una isla ubicada en la Polinesia.
Es organizado por el equipo local Matamu'a Rugby Club.
Se disputa anualmente en el mes de noviembre.

## Historia
Es el primer torneo que reúne en la historia del rugby a equipos de la Polinesia Francesa, Rapa Nui y Chile continental
Con este torneo se llega a concretar el sueño de la organización de poder difundir y masificar el rugby en Rapa Nui, creando también una instancia que permita a los jugadores isleños poder medirse a nivel competitivo.

## Participantes 2018
- Papeete Rugby Club, equipo A y B[1]
- FAA'A Rugby ARO
- Punaaauia
- Coyotes de Antofagasta
- Tercer Tiempo de Viña del Mar
- Barbarians Rapa Nui
- Matamu'a Rugby Club, Equipos A y B

## Palmarés
| Edición | Año  | Campeón                | Subcampeón          |
| ------- | ---- | ---------------------- | ------------------- |
| I       | 2016 | Chile All Stars        | Papeete RC          |
| II      | 2017 | FAA'A Rugby ARO        | Traukos de Chiloé   |
| III     | 2018 | Coyotes de Antofagasta | FAA'A Rugby ARO     |
| IV      | 2019 | Los Lobos Puerto Montt | Matamu'a Rugby Club |

## Posiciones
Número de veces que los equipos ocuparon las primeras dos posiciones en todas las ediciones.
| Equipo                 | Campeón | 2º puesto |
| ---------------------- | ------- | --------- |
| FAA'A Rugby ARO        | 1       | 1         |
| Chile All Stars        | 1       |           |
| Coyotes de Antofagasta | 1       |           |
| Los Lobos Puerto Montt | 1       |           |
| Papeete RC             |         | 1         |
| Traukos de Chiloé      |         | 1         |
| Matamu'a Rugby Club    |         | 1         |